# التسلسل الزمني للخيال العلمي

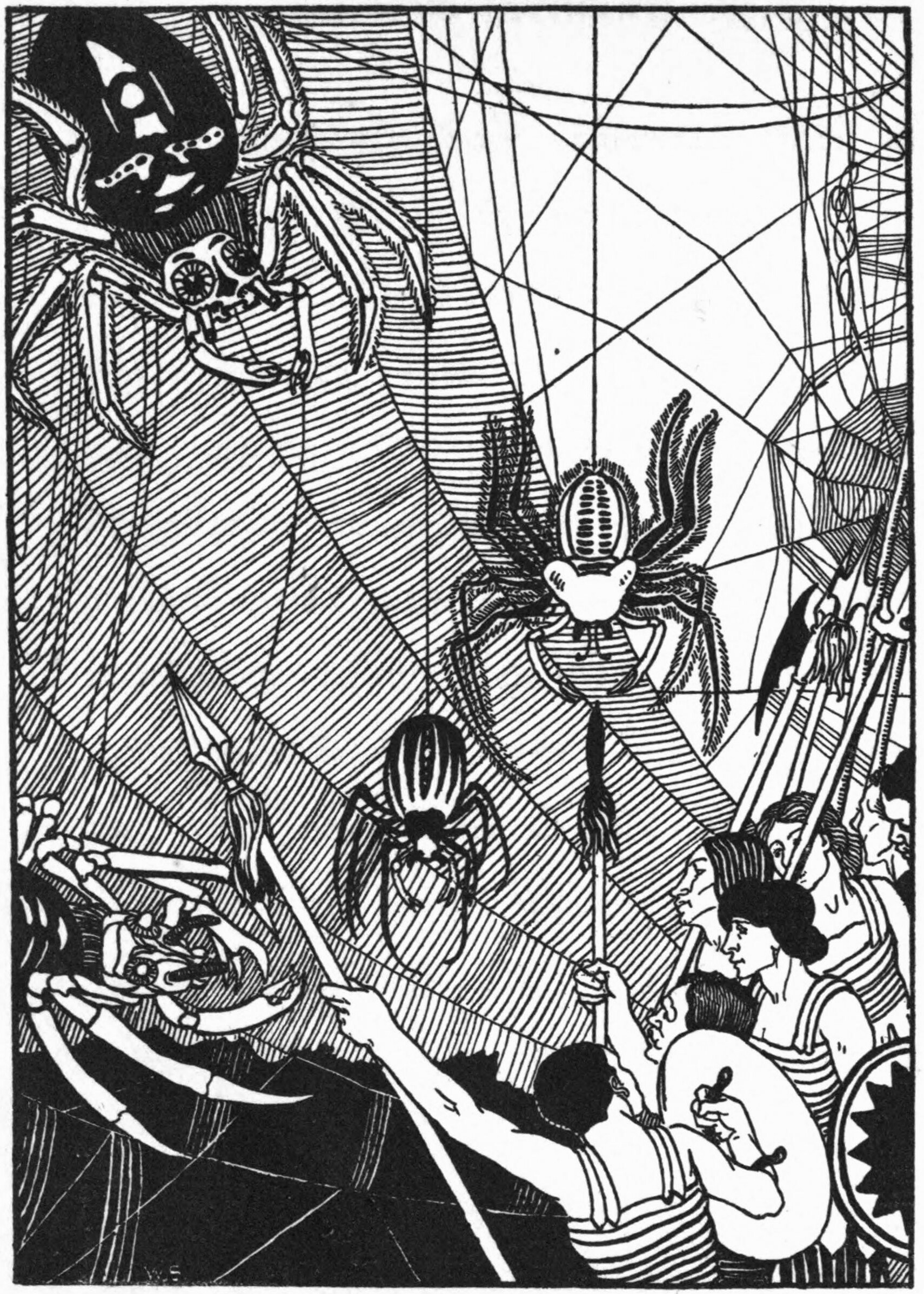
مشهد معركة من قصص حقيقية

هذا المقال تسلسل زمني للخيال العلمي باعتباره أسلوبًا أدبيًا. في حين أن تاريخ بداية الخيال العلمي موضع جدال، تضمن هذه القائمة مجموعة من سابقاته القديمة والقروسطية ومن عصر النهضة والخيال العلمي الأولي أيضًا، طالما أن هذه الأمثلة تشمل موضوعات الخيال العلمي النموذجية ومواضيعًا مثل السفر إلى الفضاء الخارجي ومقابلة أشكال الحياة الفضائية.

## القرن الثاني
| العام | الحدث | الأحداث التاريخية |
|       | - قصص حقيقية كتبها لوقيان السميساطي، تحوي عددًا من عناصر الخيال العلمي، كالسفر في الفضاء، وأشكال الحياة الفضائية، والاستعمار والحرب بين الكواكب، والمناخ الاصطناعي، والتلسكوبات وأشكال الحياة الاصطناعية. | - 106- 117: الإمبراطورية الرومانية في أقصى اتساعها تحت حكم الإمبراطور تراجان بعد أن غزت رومانيا والعراق وأرمينيا الحالية. - 126: أتم هادريان بناء البانثيون في روما. - 161: صار ماركوس أوريليوس إمبراطور الإمبراطورية الرومانية. غالبًا ما يصنفه المؤرخون واحدًا من أعظم الأباطرة الرومانيين. - 180- 181: صار كومودوس الإمبراطور الروماني. |

## القرن العاشر
| العام | الحدث | الأحداث التاريخية |
|       | - يضم ألف ليلة وليلة عددًا من قصص الخيال العلمي الأولي. من الأمثلة على ذلك «مغامرات بلوقيا» حيث يسافر البطل بلوقيا عبر الأكوان إلى عوالم مختلفة أكبر بكثير من عالمه. في مغامرة «أبو الحسن وجاريته تودد»، تحكي البطلة تودد عن قصور القمر، والجوانب الخيرة والشريرة للكواكب. | - 926: تُوج أوتو الأول الإمبراطور الروماني المقدس، وكان أول حامل للتاج المقدس في أربعين عام تقريبًا. - 987: وصول أوغو كابيه للعرش الفرنسي وبداية السلالة الكابيتية. - 989: تشكلت حركة سلام وهدنة الله، وهي أول حركة للكنيسة الكاثوليكية تستخدم وسائل روحية للحد من الحروب الخاصة، وأول حركة في أوروبا القروسطية للسيرة على المجتمع بوسائل غير عنيفة. |
|       | - تعتبر حكاية حطاب الخيزران خيالًا علميًا أوليًا. في القصة، يجد عجوز طفلة جميلة. عندما تكبر لتصير شابة، أخبرت والديها بالتبني أنها ليست من هذا العالم وأن عليها العودة إلى شعبها على القمر.                                                                                  | - 907: انتهت سلالة تانغ بالإطاحة بالإمبراطور أي وبدأت فترة الأسر الخمس والممالك العشر في الصين. - 936: وحد وانغ غون ممالك كوريا الثلاث اللاحقة. - 938: انتصر نغو كويين بمعركة باتش دانغ ضد جيش هان الصيني الجنوبي، وحدد هذا الحدث استقلال فيتنام بعد ألف سنة من الحكم الصيني.                                                                      |

## القرن الثالث عشر
| العام | الحدث | أحداث تاريخية |
|       | - نشر ابن النفيس الرسالة الكاملية في السيرة النبوية. تضم القصة التي تحكي عن طفل وحشي مراهق ذاتي التعلم عناصر خيال علمي عندما يصور نهاية العالم. | - 1204: نهب القسطنطينية في خلال الحملة الصليبية الرابعة، ما يعتبر بداية انهيار الامبراطورية البيزنطية. - 1209: تأسيس جامعة كامبريدج. - 1212: نجح المسيحيون الإسبان بهزيمة الموريين في حملات سقوط الأندلس الطويلة، بعد معركة لاس نافاس دي تولوسا. - 1215: ختم جون ملك إنجلترا الوثيقة العظمى، وكانت تلك من أوَل المرات التي يقبل فيها حاكم قروسطي تقييد نفوذه. - 1274: نُشر كتاب الخلاصة اللاهوتية للقديس توما الأكويني، بعد وفاته. وكان الدعامة الرئيسة لعلم اللاهوت في القرون الوسطى. |